# Walther Burckhardt
Walther Burckhardt (auch Burckhardt-Wüthrich; * 19. Mai 1871 in Riehen; † 16. Oktober 1939 in Bern) war ein Schweizer Jurist, Rechtswissenschaftler, Hochschullehrer und Autor.

## Leben und Werk
Walther Burckhardt war ein Sohn des Gottlieb Burckhardt und der Elisabeth, geborene Heusler (1840–1896). Sie war die Schwester von Andreas Heusler. Burckhardt wuchs mit vier Brüdern und drei Schwestern auf. Ein Bruder war der spätere Präsident der Schweizerischen Nationalbank August Burckhardt (1867–1924). Ihr Grossvater war der Mediziner August Burckhardt (1809–1894), der Urgrossvater war Johann Rudolf Burckhardt (1774–1829), Professor der Medizin.
Burckhardt besuchte die Schulen in Bern und Neuenburg und studierte ab 1890 Rechtswissenschaften an der Universität Neuenburg. Die Semester 1893/1894 studierte er in Leipzig und Berlin u. a. bei Rudolf Stammler. 1896 habilitierte er mit der Schrift Die rechtliche Natur der Personenverbände im schweizerischen Obligationenrecht. Im gleichen Jahr reichte er seine ungedruckte gebliebene Habilitationsschrift über die unlautere Konkurrenz ein und erwarb sich damit die Lehrberechtigung für deutsche Rechtsgeschichte und modernes Privatrecht. Seinen ersten Lehrauftrag erhielt Burckhardt an der Universität Lausanne, wo er ab 1899 als ausserordentlicher Professor und von 1902 bis 1905 Ordinarius für allgemeines und schweizerisches Staatsrecht lehrte und u. a. Kontakt zum Rechtswissenschaftler Ernest Roguin (1851–1939) pflegte.
1909 wurde er an die Universität Bern berufen als ordentlicher Professor für Staats- und Völkerrecht. Auf das Studienjahr 1923/1924 übernahm er das Rektorat der Universität Bern, das er im November 1923 mit seiner Rede über Die völkerrechtliche Verantwortung der Staaten einleitete. Burckhardts Schüler waren u. a. der spätere Bundesrichter Hans Huber und der spätere Bundesrichter am Verfassungsgericht Arnold Gysin. Burckhardt verehrte Philipp Lotmar und war mit Max Huber, William Rappard, Emil Kirchhofer, Werner von Steiger und Hans Fritsche befreundet. Zudem hatte er Kontakt zu Richard König, Fritz Marbach, Fritz Fleiner und Theo Guhl, mit dem er sich besonders verbunden fühlte.
Burckhardt war von 1895 bis 1899 und von 1905 bis 1909 an der Abteilung für Gesetzgebung und Rechtspflege für das Eidgenössische Justiz- und Polizeidepartement als Adjunkt tätig. Ab 1905 war er der Nachfolger von Alexander Reichel.  1910 folgte ihm Werner Kaiser. Burckhardt war von 1923 bis 1928 Mitglied der Schweizer Delegation beim Völkerbund sowie Mitglied des Internationalen Gerichtshofs. 1932 verlieh ihm die Universität Genf den Ehrendoktortitel.
Burckhardt war seit 1902 mit der aus Trub stammenden Sophie Elise, geborene Wüthrich (1865–1939), verheiratet. Sie adoptierten den späteren Mathematiker Hans (1914–1997). Walther Burckhardt schied durch Suizid aus dem Leben.